# Держава Капріві
Інші значення див. Капріві (значення)
Держава Капріві (в народі — Капріві-Ітенка) — сепаратистська держава, на території Намібії. В 1970-ті роки на хвилі національно-визвольної війни сепаратисти проголосили нову державу. Майже відразу були затверджені прапор і герб. Після перемоги у війні Капріві, як і багато держав увійшло до складу Намібії.

## Географія

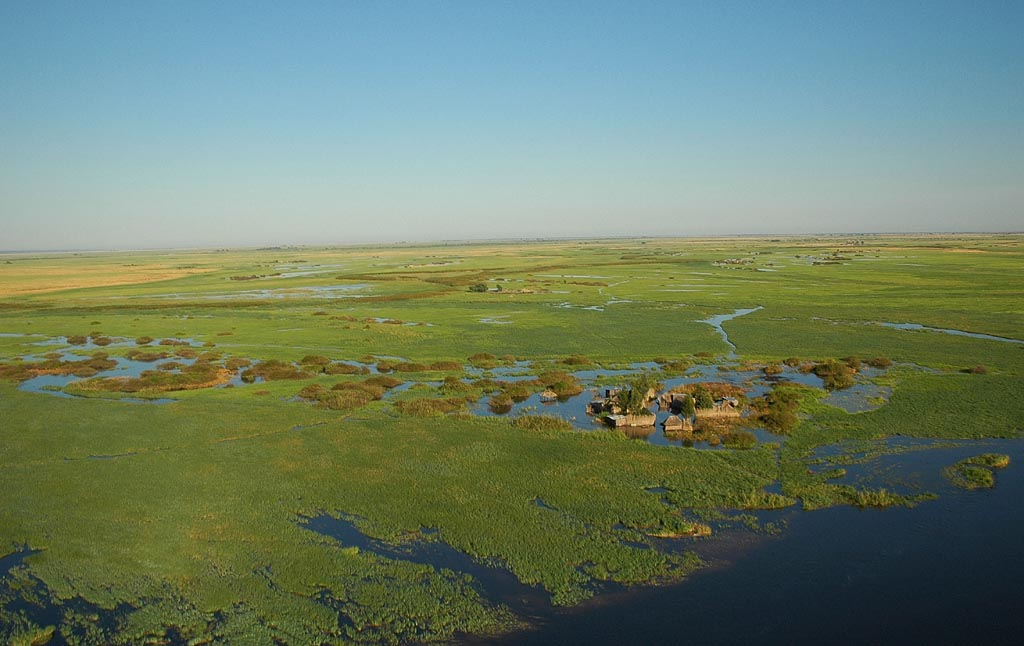
Село в смузі Капріві

Держава Капріві розташовувалася в Смузі Капріві на північному сході Намібії, де в основному проживає етнічна група Лозі. Люди, які відносяться до цієї групи мають спільну мову, історію і часто відчувають себе більш пов'язаними з людьми, що проживають у сусідніх країнах: Замбії, Анголі і Ботсвані.